# Stefano Visconti

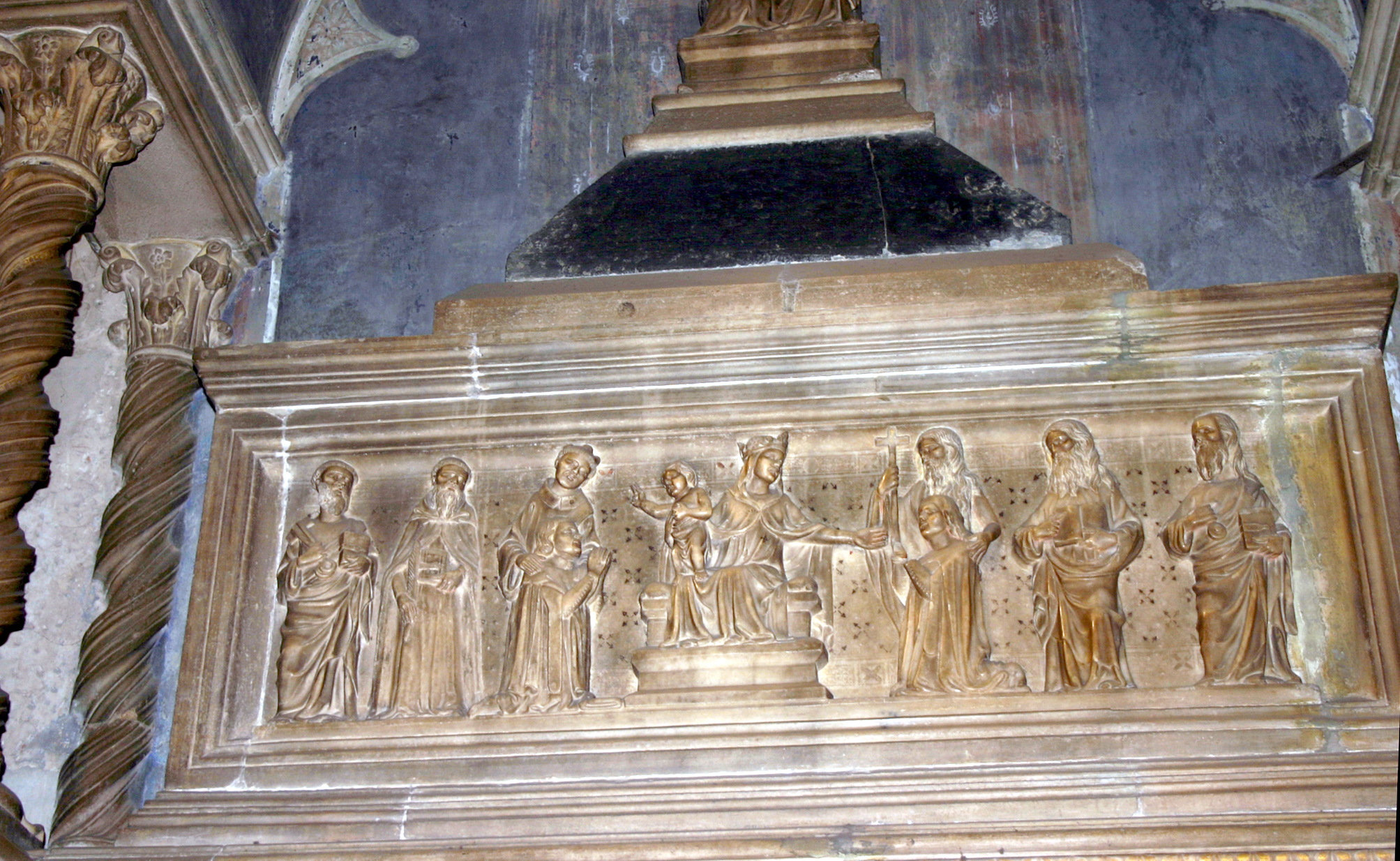
Ritratto di Stefano Visconti (inginocchiato) dal suo sepolcro. I suoi Santi Protettori sono rispettivamente Santo Stefano, che gli pone la mano sulla spalla, subito a sinistra San Pietro Martire, e a destra San Pietro, con le chiavi in mano.

Stefano Visconti (Milano, 1288 – Milano, 4 luglio 1327), Signore di Arona, era figlio di Matteo I Visconti.

## Biografia
Morì la notte successiva al 4 luglio 1327, durante un banchetto in cui svolgeva funzione di coppiere e assaggiatore per Ludovico il Bavaro, ospite della famiglia Visconti e creato Re d'Italia da pochi giorni. 
I contemporanei imputarono la morte al tentato avvelenamento del re, che ebbe come conseguenza la carcerazione nel Castello di Monza di tre dei quattro fratelli di Stefano: Galeazzo, Giovanni e Luchino, oltre che del nipote e futuro signore di Milano, Azzone. L'evento segnò la crisi dei rapporti tra il Sacro Romano Impero e i Visconti.
Nella Basilica di Sant'Eustorgio a Milano esiste ancora lo splendido monumento funebre scolpito nel 1359 da Bonino da Campione per lui e Valentina Doria Visconti.

## Discendenza
Stefano Visconti si sposò nel 1318 in seconde nozze con Valentina Doria (figlia di Bernabò Doria di Sassello e d'Eliana Fieschi di Lavagna) dalla quale ebbe tre figli maschi e una figlia: 
- Matteo
- Galeazzo
- Bernabò

che condivisero il dominio di Milano dopo la sua morte
- Giovanni
- Grandiana detta Diana (c. 1318 - ?), sposata intorno al 1333, tra il 1332 e il 1335, con Ramón de Vilaragut (c. 1295 - c. 1359), barone di Tripi e signore della Alcaissia, di Sollana e di Trullars, con discendenza.[1][2][3][4]

## Ascendenza
|                    |                 |                       | Genitori |  |  | Nonni |  |  | Bisnonni           |  |  | Trisnonni       |  |
|                    |                 |                       |          |  |  |       |  |  | Andreotto Visconti |  |  | Ottone Visconti |  |
|                    |                 |                       |          |  |  |       |  |  | Andreotto Visconti |  |  | Ottone Visconti |  |
|                    |                 | …                     |          |  |  |       |  |  | Andreotto Visconti |  |  |                 |  |
| Teobaldo Visconti  |                 |                       |          |  |  |       |  |  | Andreotto Visconti |  |  |                 |  |
|                    |                 | Fiorina Mandelli      | …        |  |  |       |  |  |                    |  |  |                 |  |
|                    |                 | Fiorina Mandelli      | …        |  |  |       |  |  |                    |  |  |                 |  |
|                    |                 | Fiorina Mandelli      | …        |  |  |       |  |  |                    |  |  |                 |  |
| Matteo I Visconti  |                 | Fiorina Mandelli      |          |  |  |       |  |  |                    |  |  |                 |  |
|                    |                 | …                     | …        |  |  |       |  |  |                    |  |  |                 |  |
|                    |                 | …                     | …        |  |  |       |  |  |                    |  |  |                 |  |
|                    |                 | …                     | …        |  |  |       |  |  |                    |  |  |                 |  |
| Anastasia Pirovano |                 | …                     |          |  |  |       |  |  |                    |  |  |                 |  |
|                    |                 | …                     | …        |  |  |       |  |  |                    |  |  |                 |  |
|                    |                 | …                     | …        |  |  |       |  |  |                    |  |  |                 |  |
|                    |                 | …                     | …        |  |  |       |  |  |                    |  |  |                 |  |
| Stefano Visconti   |                 | …                     |          |  |  |       |  |  |                    |  |  |                 |  |
|                    | Lanfranco Borri | …                     |          |  |  |       |  |  |                    |  |  |                 |  |
|                    | Lanfranco Borri | …                     |          |  |  |       |  |  |                    |  |  |                 |  |
|                    | Lanfranco Borri | …                     |          |  |  |       |  |  |                    |  |  |                 |  |
| Squarcino Borri    | Lanfranco Borri |                       |          |  |  |       |  |  |                    |  |  |                 |  |
|                    |                 | …                     | …        |  |  |       |  |  |                    |  |  |                 |  |
|                    |                 | …                     | …        |  |  |       |  |  |                    |  |  |                 |  |
|                    |                 | …                     | …        |  |  |       |  |  |                    |  |  |                 |  |
| Bonacossa Borri    |                 | …                     |          |  |  |       |  |  |                    |  |  |                 |  |
|                    |                 | Guglielmo I de Suavis | …        |  |  |       |  |  |                    |  |  |                 |  |
|                    |                 | Guglielmo I de Suavis | …        |  |  |       |  |  |                    |  |  |                 |  |
|                    |                 | Guglielmo I de Suavis | …        |  |  |       |  |  |                    |  |  |                 |  |
| Antonia ?          |                 | Guglielmo I de Suavis |          |  |  |       |  |  |                    |  |  |                 |  |
|                    |                 | Beatrice Malaspina    | …        |  |  |       |  |  |                    |  |  |                 |  |
|                    |                 | Beatrice Malaspina    | …        |  |  |       |  |  |                    |  |  |                 |  |
|                    |                 | Beatrice Malaspina    | …        |  |  |       |  |  |                    |  |  |                 |  |
|                    |                 | Beatrice Malaspina    |          |  |  |       |  |  |                    |  |  |                 |  |